# Chiemsee
Chiemsee, Chiem – jezioro oraz obszar wolny administracyjnie (obszar niemunicypalny, niem. gemeindefreies Gebiet) w południowo-wschodnich Niemczech, w rejencji Górna Bawaria, w powiatach Rosenheim oraz Traunstein, na Wyżynie Bawarskiej, u północnego podnóża Alp Salzburskich. Powierzchnia jeziora wynosi 79,9 km², maksymalna głębokość – 73,4 m, długość linii brzegowej – 63,96 km (83 km z wyspami). Jego zlewnia pokrywa 606,34 km². Czas retencji to około roku i trzech miesięcy. Nazywane jest „bawarskim morzem”.
Obszar niemunicypalny, jako teren niezamieszkany, należy do powiatu Traunstein. Nad jeziorem Chiemsee znajdują się liczne ośrodki wypoczynkowe. Ważniejsze miejscowości nad jeziorem to Seeon-Seebruck i Gstadt am Chiemsee. Wzdłuż południowego brzegu biegnie autostrada A8: Monachium–Salzburg.

## Opis jeziora
Chiemsee jest jeziorem polodowcowym. Wpływają do niego liczne strumienie i rzeki, wśród których największa to Tiroler Achen, tworząca deltę i Prien, natomiast wypływa z niego jedynie rzeka Alz.
W systemie gospodarki wodnej Chiemsee jest jednolitą częścią wód o międzynarodowym kodzie DEBY_INS02. Jest jednym z jezior reprezentatywnych dla niemieckiego obszaru dorzecza Dunaju na potrzeby raportowania stanu środowiska do Europejskiej Agencji Środowiska. Należy do typu S4, czyli alpejskich jezior stratyfikowanych.

## Wyspy na jeziorze
Na jeziorze Chiemsee znajdują się cztery wyspy (z których trzy pierwsze nie należą do obszaru niemunicypalnego):
- Frauenchiemsee (również Fraueninsel) – z żeńskim klasztorem katolickim z VIII w.[5];
- Herrenchiemsee (również Herreninsel) – największa z nich, z pałacem Neues Schloss (Nowy Pałac), zbudowanym przez króla Ludwika II Bawarskiego na wzór pałacu w Wersalu[5], parkiem krajobrazowym oraz Altes Schloss (Stary Zamek), dawnym katolickim klasztorem męskim;
- Krautinsel – niezamieszkana;
- Schalch – niezamieszkana.

## Jakość wody
Pod koniec XX wieku wody jeziora miały następujące parametry średnioroczne: jony amonowe od poziomu poniżej granicy oznaczalności (< 0,010 mg/l) w latach 1996, 1999 i 2000 do 0,04833 mg/l (1988), chlorofil a od 2,26 µg/l (1997) do 9,06 µg/l (1984), przewodnictwo elektrolityczne właściwe od 2863 µS/cm (1992) do 3102 µS/cm (1998), tlen rozpuszczony od 10,0 mg/l (1989) do 11,95 (1985), azotany od 0,4 mg/l (1983) do 0,68333 mg/l (1988), ortofosforany od poniżej granicy oznaczalności (1996, 2000, 2001) do 0,00921 mg/l (1999), odczyn pH od 8,05 (2000) do 8,54 (1983), widzialność krążka Secchiego od 2,13333 m (1994) do 4,45 m (2001), fosfor całkowity od poniżej granicy oznaczalności (< 0,001 mg/l) w 1996 do 0,03117 mg/l (1989).
W planie gospodarowania wodami na obszarze dorzecza Dunaju na lata 2016–2021 podano, że stan ekologiczny wód jeziora był dobry. Taki sam był stan jego składowych elementów jakości: fitoplanktonu, makrofitów z fitobentosem i ichtiofauny. Stan chemiczny wód był zły.
W 2018 roku na Chiemsee funkcjonowało 13 kąpielisk wyznaczonych zgodnie z przepisami dyrektywy kąpieliskowej. Stan wody w kąpielisku Chiemsee (gemfr. Geb.), Campingplatz Biberspitz sklasyfikowano wówczas jako dobry, podczas gdy na pozostałych jako doskonały. W latach 2012–2015 stan wody we wszystkich kąpieliskach oceniono jako doskonały, podczas gdy w latach 2008–2010 kilku z nim nadano ocenę „dobra lub dostateczna”.

## Przyroda i jej ochrona
Szuwar jeziora tworzą przede wszystkim trzcinowiska. Na brzegach rosną zarośla zdominowane przez wierzby lub olsze. Nad brzegami występują torfowiska, lasy i tereny użytkowane rolniczo.
Jezioro i jego okolice to ważne miejsce zimowania i odpoczynku ptaków migrujących. Na przełomie lat 80. i 90. XX w. maksymalną liczbę ptaków zasiedlających jezioro i jego okolice szacowano na ok. 36 tysięcy osobników (listopad 1991) z czego ⅓ stanowiły czernice. Stwierdzano także kilka tysięcy głowienek, kilkaset hełmiatek, około setki perkozów dwuczubych i po kilkadziesiąt płaskonosów i kulików wielkich. Wśród innych ptaków stwierdzanych w dużych liczebnościach są różne gatunki siewkowych. Zimują tam również pojedyncze bieliki. Nad brzegami spotykane są rzadkie w tym regionie gatunki roślin takie jak: śnieżyca wiosenna, kosaciec syberyjski, lipiennik Loesela i storczyk błotny.
Chiemsee i jego okolice, zwłaszcza tereny podmokłe, od 1976 roku jest obszarem Ramsar.
Chiemsee i odcinek Alz znajdują się w obszarze specjalnej ochrony ptaków Chiemseegebiet mit Alz (DE8140471), znaczna część jeziora stanowi specjalny obszar ochrony siedlisk Chiemsee (DE8140372), pozostały fragment wchodzi w skład SOOS Moore südlich des Chiemsees (DE8140371).
Ujście Tiroler Achen jest objęte ochroną rezerwatową jako Mündung der Tiroler Achen.